# 111 Геркулеса
111 Геркулеса (лат. 111 Herculis, HD 173880) — кратная звезда в созвездии Геркулеса на расстоянии приблизительно 92 световых лет (около 28,3 парсек) от Солнца. Возраст звезды определён как около 420 млн лет.

## Характеристики
Первый компонент (TYC 1587-2067-1) — белая звезда спектрального класса A3V, или A3, или A5III. Видимая звёздная величина звезды — +4,342m. Масса — около 1,8 солнечной, радиус — около 1,601 солнечного, светимость — около 11,43 солнечной. Эффективная температура — около 8548 K.
Второй компонент — красный карлик спектрального класса M. Масса — около 220,84 юпитерианских (0,2108 солнечной). Удалён в среднем на 1,819 а.е..
Третий компонент — WDS J18470+1811B. Видимая звёздная величина звезды — +11,6m. Удалён на 112 угловых секунд.
Четвёртый компонент (BD+18 3820) — оранжевый гигант спектрального класса K2III. Видимая звёздная величина звезды — +10,27m. Радиус — около 10,75 солнечного, светимость — около 38,175 солнечной. Эффективная температура — около 4377 K. Удалён от первого компонента на 132,9 угловой секунды, от третьего компонента на 31,2 угловой секунды.
Пятый компонент (BD+18 3823D) — жёлто-белая звезда спектрального класса G-F. Видимая звёздная величина звезды — +11,46m. Радиус — около 3,9 солнечного, светимость — около 18,151 солнечной. Эффективная температура — около 6035 K. Удалён от первого компонента на 142,8 угловой секунды, от четвёртого компонента на 18,6 угловой секунды.
Шестой компонент — WDS J18470+1811E. Видимая звёздная величина звезды — +12,85m. Удалён от третьего компонента на 85,7 угловой секунды.
Седьмой компонент — WDS J18470+1811F. Видимая звёздная величина звезды — +13,41m. Удалён от третьего компонента на 112,5 угловой секунды.
Восьмой компонент — WDS J18470+1811G. Видимая звёздная величина звезды — +13,76m. Удалён от третьего компонента на 63,9 угловой секунды.
Девятый компонент — WDS J18470+1811H. Видимая звёздная величина звезды — +15,27m. Удалён от третьего компонента на 92,7 угловой секунды.
Десятый компонент — WDS J18470+1811I. Видимая звёздная величина звезды — +14,83m. Удалён от третьего компонента на 139,9 угловой секунды.
Одиннадцатый компонент — WDS J18470+1811J. Видимая звёздная величина звезды — +11,92m. Удалён от пятого компонента на 132,5 угловой секунды.